# Amy Huberman
Amy Huberman (Cabinteely, 20 de março de 1979) é atriz e roteirista irlandesa, conhecida por seu papel como Daisy na série dramática The Clinic da RTÉ. Em 2018, ela começou a escrever e estrelar a série de comédia Finding Joy.

## Filmografia
| Ano  | Titulo                  | Papel            | Nota(s)                                             |
| ---- | ----------------------- | ---------------- | --------------------------------------------------- |
| 2002 | Bad Karma               | Jenny Pantelli   |                                                     |
| 2005 | Showbands               | Bella            |                                                     |
| 2006 | Showbands II            | Bella            |                                                     |
| 2007 | Shattered               | Nicole Lawlor    |                                                     |
| 2008 | Satellites & Meteorites | Lucinda          |                                                     |
| 2008 | A Film with Me in It    | Sally            |                                                     |
| 2009 | Legend of the Bog       | Hannah Ross      |                                                     |
| 2010 | Rewind                  | Karen            | Ganhou: IFTA de Melhor Atriz - Cinema               |
| 2010 | Three Wise Women        | Liz              |                                                     |
| 2011 | Stella Days             | Elaine           | Indicada: IFTA de Melhor Atriz Coadjuvante - Cinema |
| 2012 | Chasing Leprechauns     | Sarah Cavanaugh  | telefilme (Hallmark)                                |
| 2013 | The Stag                | Ruth             |                                                     |
| 2016 | Kill Ratio              | Gabrielle Martin |                                                     |
| 2016 | Handsome Devil          | Natalie Roche    |                                                     |
| 2017 | Zoo                     | Emily Hall       |                                                     |

| Ano       | Título                  | Papel             | Nota(s)                                                |
| --------- | ----------------------- | ----------------- | ------------------------------------------------------ |
| 2001–2002 | On Home Ground          | Diane Collins     | 10 episódios                                           |
| 2006      | Dream Team 80's         | Ann Kavanagh      | 1 episódio                                             |
| 2007      | Inspector George Gently | Charlotte Dawson  | 1 episódio                                             |
| 2003–2009 | The Clinic              | Daisy O'Callaghan | Indicada: IFTA de Melhor Atriz Coadjuvante - Televisão |
| 2010      | Your Bad Self           | Herself           | 6 episódios                                            |
| 2010      | Comedy Lab              | Herself           | 1 episódio                                             |
| 2011–2012 | Threesome               | Alice             |                                                        |
| 2014      | Moone Boy               | Miss Tivnan       | 1 episódio                                             |
| 2015      | Silent Witness          | Carol Mansfield   | episódio: "Protection" (2 parte)                       |
| 2016–2018 | Can't Cope, Won't Cope  | Kate              | 5 episódios                                            |
| 2016      | Cold Feet               | Sarah Poynter     | 4 episódios                                            |
| 2017–2018 | Striking Out            | Tara Rafferty     | 10 episódios                                           |
| 2018      | Butterfly               | Gemma             |                                                        |
| 2018      | Finding Joy             | Joy               |                                                        |
| 2019      | Flack                   | Celina Pope       | 1 episódio                                             |